# Rudy Riou
Rudy Riou (ur. 22 stycznia 1980 w Béziers) – francuski piłkarz występujący na pozycji bramkarza.

## Kariera klubowa
Riou jest wychowankiem klubu RCO Agde, w którym treningi rozpoczął w wieku 10 lat. W 1997 roku przeszedł do juniorskiej ekipy Montpellier HSC. W 1999 roku został włączony do jego pierwszej drużyny grającej w Division 1. W tych rozgrywkach zadebiutował 31 lipca 1999 roku w wygranym 2:1 pojedynku z Olympique Lyon. W 2000 roku spadł z klubem do Division 2. W 2001 roku powrócił z zespołem do ekstrakalsy. W 2004 roku po spadku Montpellier do Ligue 2, Riou opuścił drużynę.
W 2004 roku przeszedł do pierwszoligowego FC Istres. Pierwszy ligowy mecz zaliczył tam 28 lipca 2005 roku przeciwko SM Caen (3:2). W 2005 roku spadł z klubem do Ligue 2. W Istres występował jeszcze przez 2 lata. W sumie rozegrał tam 101 ligowych spotkań.
W 2007 roku Riou podpisał kontrakt z pierwszoligowym Toulouse FC. Zadebiutował tam 29 sierpnia 2007 roku w zremisowanym 1:1 ligowym meczu z AS Nancy. W Toulouse pełnił rolę rezerwowego bramkarza dla Nicolasa Doucheza. W sezonie 2007/2008 rozegrał tam 3 spotkania. Po jego zakończeniu odszedł do Olympique Marsylia. W jego barwach pierwszy mecz zaliczył 29 października 2008 roku przeciwko FC Nantes (1:1). W 2010 roku zdobył z klubem mistrzostwo Francji, Puchar Ligi Francuskiej oraz Superpuchar Francji.
W 2011 roku odszedł do belgijskiego zespołu RSC Charleroi. W Eerste klasse zadebiutował 22 stycznia 2011 roku w zremisowanym 0:0 spotkaniu z KV Mechelen. Następnie grał w FC Nantes, RC Lens i Oud-Heverlee Leuven.
| Sezon   | Klub                | Kraj    | Rozgrywki       | Mecze | Bramki | Rozgrywki Europy | Mecze | Bramki |
| ------- | ------------------- | ------- | --------------- | ----- | ------ | ---------------- | ----- | ------ |
| 1999/00 | Montpellier HSC     | Francja | Ligue 1         | 20    | 0      | Liga Europy UEFA | 3     | 0      |
| 2000/01 | Montpellier HSC     | Francja | Ligue 2         | 18    | 0      | -                | -     | -      |
| 2001/02 | Montpellier HSC     | Francja | Ligue 1         | 19    | 0      | -                | -     | -      |
| 2002/03 | Montpellier HSC     | Francja | Ligue 1         | 28    | 0      | -                | -     | -      |
| 2003/04 | Montpellier HSC     | Francja | Ligue 1         | 31    | 0      | -                | -     | -      |
| 2004/05 | FC Istres           | Francja | Ligue 1         | 26    | 0      | -                | -     | -      |
| 2005/06 | FC Istres           | Francja | Ligue 2         | 37    | 0      | -                | -     | -      |
| 2006/07 | FC Istres           | Francja | Ligue 2         | 38    | 0      | -                | -     | -      |
| 2007/08 | Toulouse FC         | Francja | Ligue 1         | 3     | 0      | Liga Europy UEFA | 1     | 0      |
| 2008/09 | Olympique Marsylia  | Francja | Ligue 1         | 1     | 0      | -                | -     | -      |
| 2009/10 | Olympique Marsylia  | Francja | Ligue 1         | 0     | 0      | -                | -     | -      |
| 2010/11 | Olympique Marsylia  | Francja | Ligue 1         | 0     | 0      | -                | -     | -      |
| 2010/11 | R. Charleroi S.C.   | Belgia  | Jupiler League  | 8     | 0      | -                | -     | -      |
| 2011/12 | FC Nantes           | Francja | Ligue 2         | 33    | 0      | -                | -     | -      |
| 2012/13 | RC Lens             | Francja | Ligue 2         | 37    | 0      | -                | -     | -      |
| 2013/14 | RC Lens             | Francja | Ligue 2         | 4     | 0      | -                | -     | -      |
| 2014/15 | RC Lens             | Francja | Ligue 1         | 15    | 0      | -                | -     | -      |
| 2015/16 | Oud-Heverlee Leuven | Belgia  | Eerste klasse A | 9     | 0      | -                | -     | -      |